# F. Emasculata
«F. Emasculata» (англ. «F. Emasculata») — 22-й эпизод 2-го сезона сериала «Секретные материалы», главные герои серии — Фокс Малдер (Дэвид Духовны) и Дана Скалли (Джиллиан Андерсон), агенты ФБР, расследующие сложно поддающиеся научному объяснению преступления, называемые Секретными материалами. В данном эпизоде Малдер и Скалли расследуют таинственную эпидемию неизвестной болезни в тюрьме для пожизненно заключённых. К тому же двое заражённых заключённых сбежали, став разносчиками заразы. Выясняется, что фармацевтическая компания и правительство решили использовать заключённых, как подопытных крыс, для тестирования лекарства, получаемого из жуков вида F. Emasculata. Эпизод является «монстром недели» и никак не связан с основной «мифологией сериала», заданной в пилотной серии.
Премьера состоялась 28 апреля 1995 года на телеканале FOX. В США серия получила рейтинг домохозяйств Нильсена, равный 8,9, который означает, что в день выхода серию посмотрели 8,5 миллионов домохозяйств.

## Сюжет
В джунглях Коста-Рики энтомолог Роберт Торренс натыкается на труп животного, покрытый темно-фиолетовыми гнойниками. Торренс извлекает из нарыва чёрного жука, но нарыв лопается, и на Торренса попадает некая жидкость. Поздней ночью едва живой Торренс, покрытый похожими нарывами, запрашивает по рации подмогу. На следующее утро отряд солдат обнаруживает его труп.
В тюрьме округа Динуидди, Виргиния, заключённый по имени Роберт Торренс получает посылку с непонятного адреса, в которой содержится нога животного, покрытая нарывами. Через некоторое время один из нарывов начинает пульсировать, и Торренс, заразившись, умирает в течение трёх дней. Заключённый, Пол и Стив, убиравшие камеру Торренса сбегают из тюрьмы, спрятавшись в постельном бельё, которое, по слухам, везут сжигать. Малдер и Скалли назначены помогать маршалам в поимке беглецов, что вызывает у агентов вопросы, так как обычно ФБР не ловит беглых заключённых, а тюрьма находится под карантином ЦКЗ и охраняется Национальной гвардией. Малдер отправляется с маршалами на поиски беглецов, а Скалли остается в тюрьме, где находит кучу тел в мешках, приготовленных к сжиганию в тюремном крематории. Доктор ЦКЗ Осборн пытается остановить Скалли, но попадает под выплеск нарыва Роберта Торренса, мешок с телом которого Скалли ранее разрезала для исследования аномальных нарывов. Тем временем Пол и Стив крадут семейный фургон, но становится известно, что Стив — заражённый. Скалли сообщает Малдеру об опасности инфекции, которой заражены заключённые.
Беглецы приезжают в дом подруги Пола, но в какой-то момент она подвергается заражению, так как находилась рядом со Стивом, когда у того лопнул нарыв незадолго до смерти беглеца. Малдер и маршалы врываются в её дом, но Пол уже исчез. Скалли выясняет, что заражение началось с посылки, которую отправляла фармацевтическая компания «Пинк Фармасьютикалс». Доктор Осборн рассказывает Скалли, что его команда работает на «Пинк» и исследует фермент, производимый насекомым F. Emasculata. Но это насекомое является паразитом и убивает хозяина. Хотя Скалли находилась в зоне риска, выясняется, что она не заразилась, зато Осборн вскоре умирает.
Малдер на повышенных тонах спорит со Скиннером у того в кабинете, утверждая, что о заражении было известно заранее, до того как они со Скалли были назначены вести дело. Малдер считает, что правду о действиях «Пинк Фармасьютикалс» надо открыть для широких масс, на что Курильщик, присутствующий в кабинете, возражает, что это приведет к массовой истерии и причинит больше вреда. Скалли вынужденно соглашается с Курильщиком. Следы болезни уже были уничтожены в тюрьме, и единственным свидетелем произошедшего остается беглец Пол. Но во время захвата заложника на автовокзале Пол гибнет от пули маршалов до того, как успевает рассказать Малдеру, что было внутри посылки Торренсу.

## Производство
Вдохновением для эпизода послужил тот факт, что фармацевтические компании спонсируют научные экспедиции, ставящие целью поиск уникальных растений или животных, которых можно использовать в медицинских целях. При этом и F.Emasculata, и «Пинк Фармасьютикалс» — имена вымышленные и прототипов в реальном мире не имеют. Изначально продюсеры были озабочены тем, что эпизод должен был выйти на экраны примерно в то же время, что и фильм «Эпидемия», по сюжету которого калифорнийский городок подвергается массовому заражению смертельной болезнью. В итоге было решено не отменять и не откладывать показа серии, так как сюжеты двух произведений значительно отличались. Эпизод также является необычным для «монстров недели» в связи с появлением Курильщика. Хотя персонаж был задействован в эпизодах разряда «монстр недели» и ранее, создатель шоу, Крис Картер, предпочитал не вводить Курильщика в сюжеты самостоятельных эпизодов, не связанных с «мифологией сериала».
Для создания лопающихся гнойников специалист сериала по спецэффектам Тоби Линдала сконструировал устройство, соединявшееся с искусственными нарывами при помощи скрытых проводов. Неудобство заключалось в том, что Линдале приходилось находиться очень близко к конструкции. В сцене в автобусе, например, Линдала, по собственным воспоминаниям, был зажат под одним из сиденьев, и актёры «буквально ходили» по его голове. Тем не менее, создателям в сценах с лопающимися нарывами пришлось использовать монтажные уловки: режиссёр «Секретных материалов» Фрэнк Спотниц замечал, что когда съёмочная группа увидела лопающийся нарыв на плёнке, то её члены не могли удержаться от смеха, потому что это выглядело очень неправдоподобно.
В качестве локаций для съёмок сцены в коста-риканском лесу был использован Сеймурский заповедник — одно из наиболее часто используемых мест для съёмок сериала. Несмотря на то, что съёмки эпизода, как и всех эпизодов первых пяти сезонов, проходили в Британской Колумбии, разнообразная природа Сеймурского заповедника позволяла создать видимость тропического леса. Эта особенность уже использовалась ранее в эпизоде «Зелёные человечки». В свою очередь, сцены на заправке и автовокзале, были отсняты в задекорированном для этих целей автосалоне в Делте.